# Cuddalore
Cuddalore (tàmil கடலூர்) és una ciutat i municipi de Tamil Nadu, capital del districte de Cuddalore. El seu nom deriva de Kudalur o Koodalur que en tàmil vol dir confluència, a causa del fet que al lloc conflueixen tres rius: South Pennar, Kedilam i Paravanar. Està dividida en la ciutat vella i la nova o Thirupadirippuliyur; la ciutat està creuada pel riu Gedilam que separa la ciutat vella de la nova. Segons el cens de 2001 la població era de 158.569 habitants (1871: 40.290; 1881: 43.555; 1891: 47.355; 1901: 52.216).

## Història
Fou una petita fortalesa construïda per un mercader hindú, que va caure en mans dels marathes després de la conquesta de Gingi per Shivaji el 1677. Ja el 1682 els britànics van iniciar negacions amb el kan (governador) de Gingi per establir-se a la ciutat i el 1683 van construir algunes edificacions; el 1684 el govern maratha va autoritzar l'establiment, incloent la fortalesa i rodalia (tots els punts on arribaven els trets de canó disparats des del fort) per deu anys a canvi d'una quantitat. En els següents anys els britànics van incrementar el comerç i van construir una nova fortalesa que es va dir Fort Saint David (1690) que encara es conserva en ruïnes (de l'anterior fortalesa no en queden rastres). La concessió es va prorrogar el 1694. Les fortificacions foren reforçades el 1725. El 1746, ocupada Madras pels francesos, el fort Saint David va esdevenir el quarter general britànic al sud de l'Índia i fou assetjat dues vegades per Dupleix que fou rebutjat. Va romandre capital de la presidència de Madras fins al 1752 quan el govern va retornar a Madras. El jesuïtes en foren expulsats en aquest temps acusats d'espionatge a favor dels francesos. Robert Clive en fou nomenat governador el 1756; el 1758 finalment els francesos el van ocupar però el van abandonar (després de destruir-lo) el 1760 davant Sir Eyre Coote, després de la batalla de Wandiwash. Altra vegada va caure en mans dels francesos i el seu aliat Tipu Sultan el 1782; Tipu va reforçar les fortificacions i va poder rebutjar diversos atacs i un setge el 1783; durant el setge anglesos i francesos van lliurar una important batalla naval coneguda com a batalla de Cuddalore (20 de juny de 1783). El 1785 fou restaurat com a possessió britànica i el 1801 fou inclosa en la cessió del Carnàtic. El 1866 fou declarada municipalitat.